# 함부르크 U반

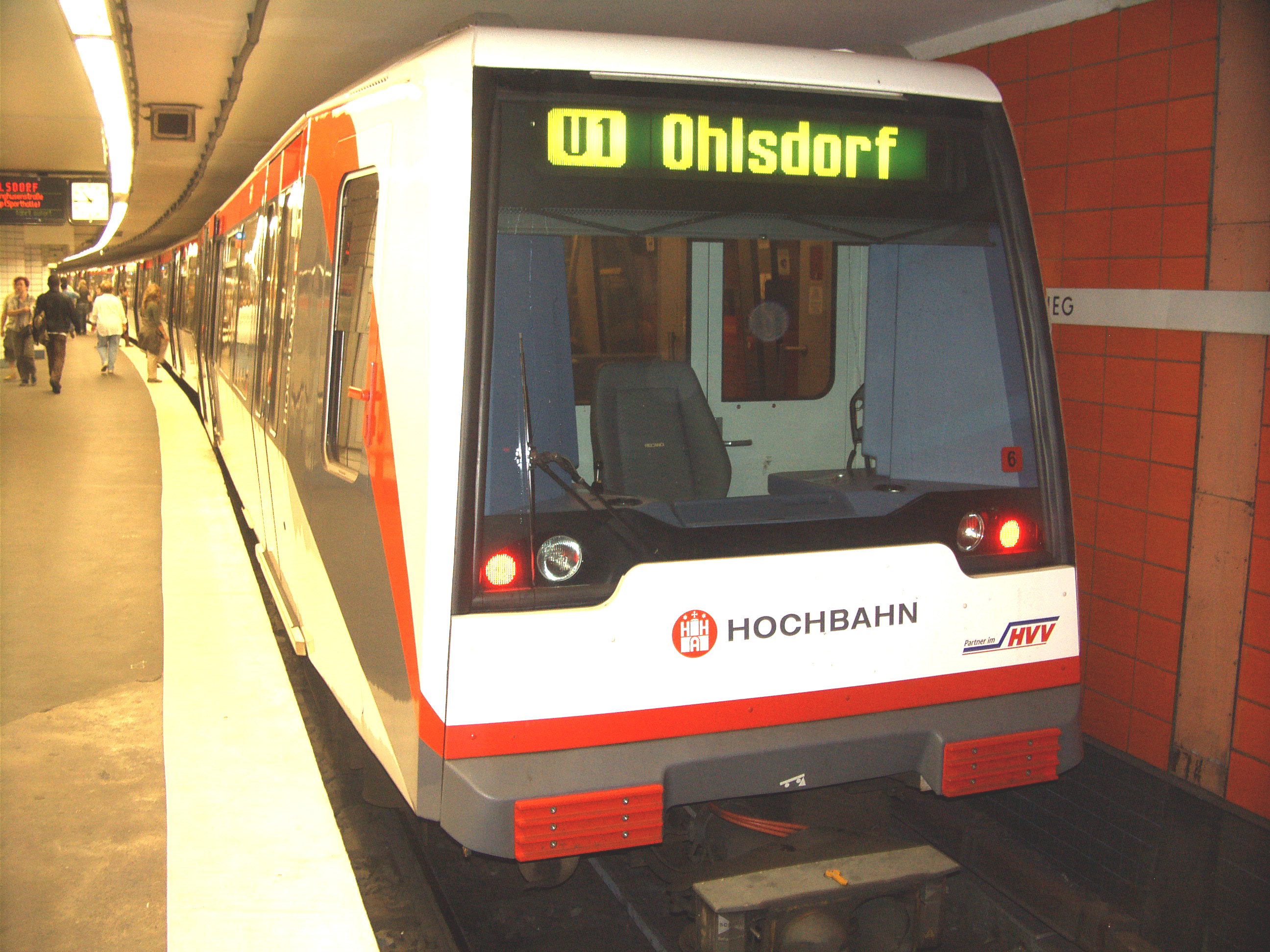

함부르크 U반(독일어: U-Bahn Hamburg), 또는 함부르크 지하철은 독일 함부르크를 주행하는 지하철이다. 1912년에 운행을 시작했다. 현재 노선은 Hamburger Hochbahn이 운영하고 있으며, 지하철 (U반)이지만 실제로는 지상을 주행하는 구간이 길다. 노선 길이는 약 100km이다.

## 같이 보기
- 함부르크 S반